# Hymenophyllum
Hymenophyllum är ett släkte av hinnbräkenväxter. Hymenophyllum ingår i familjen Hymenophyllaceae.

## Bildgalleri

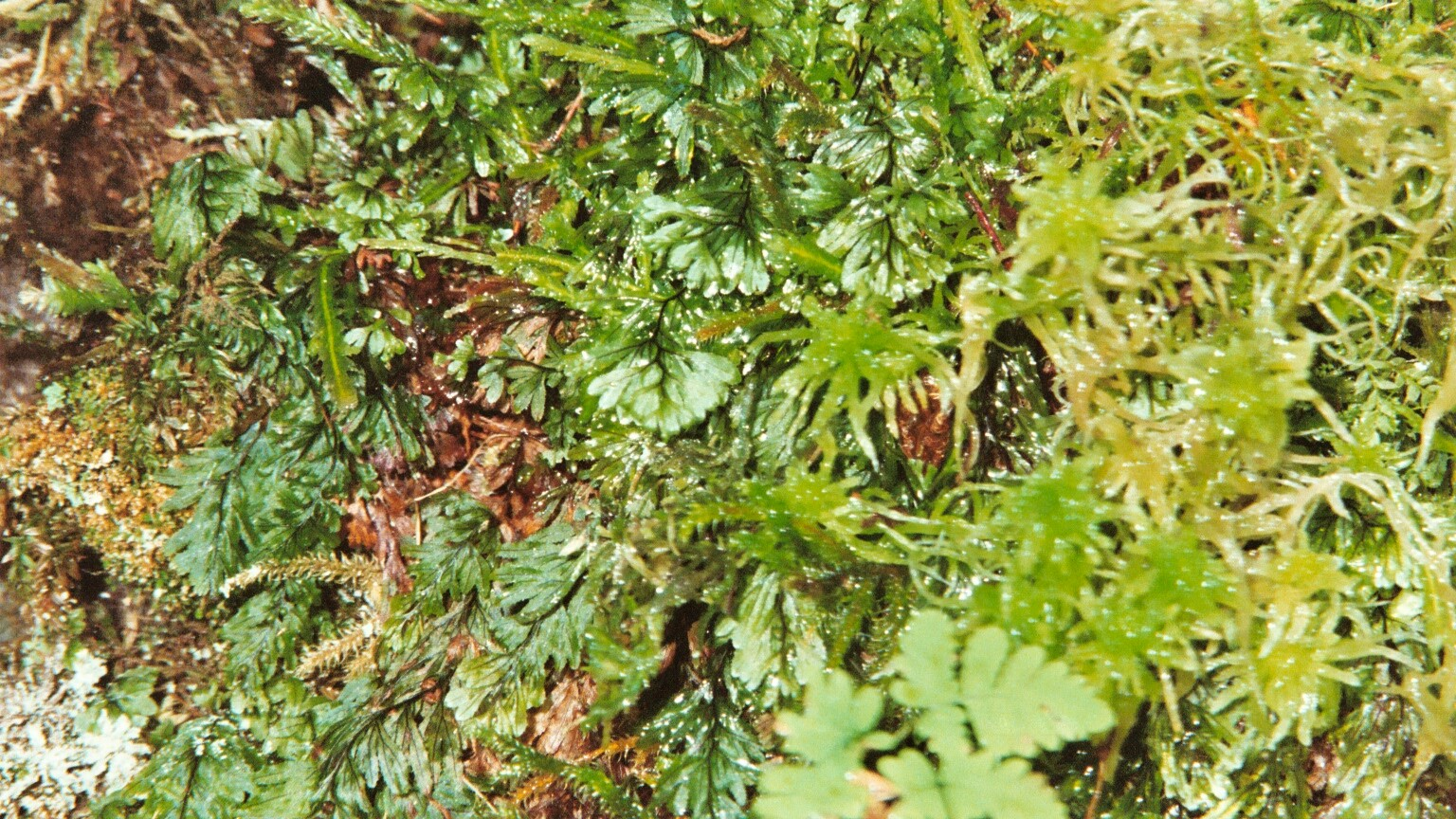
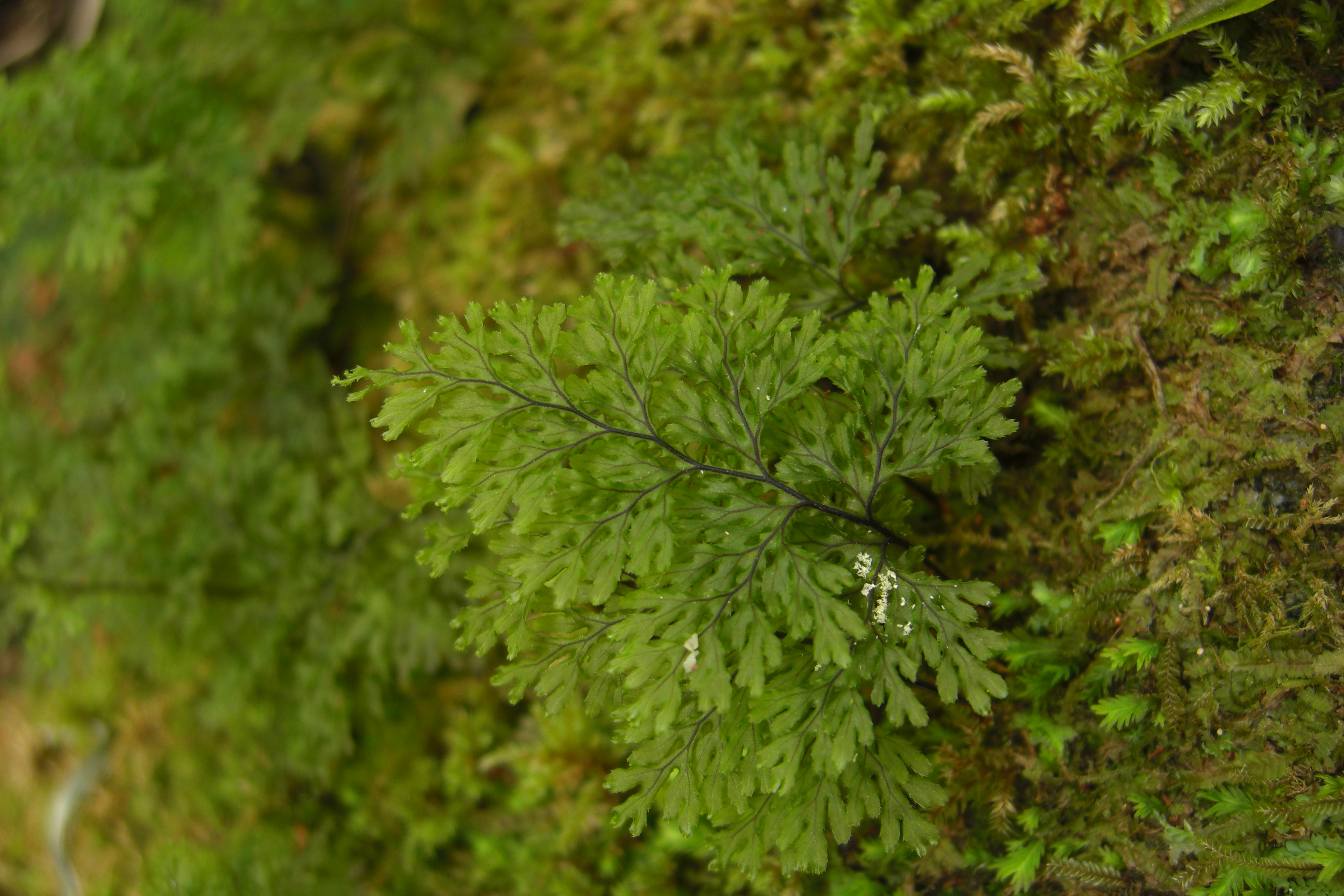
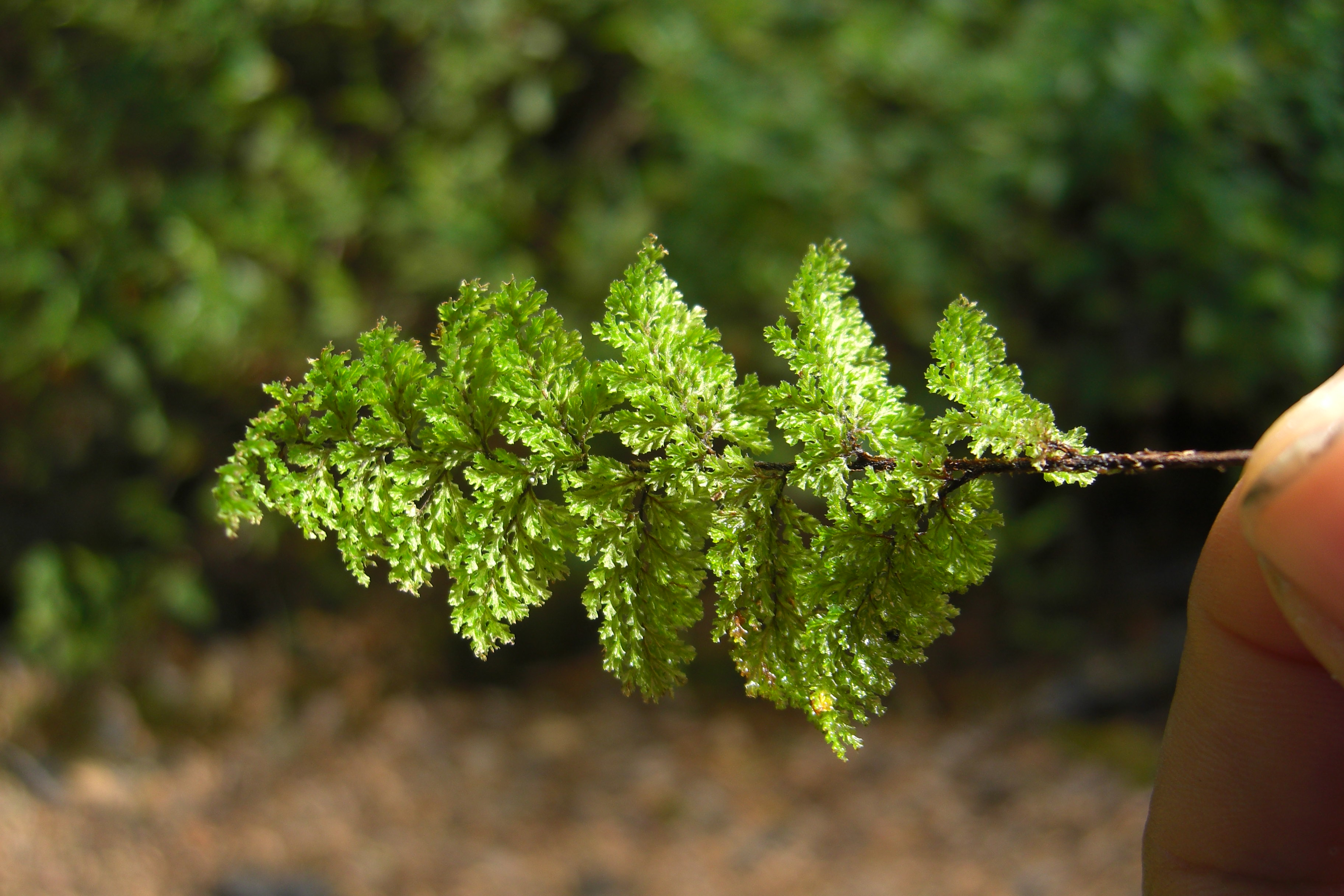
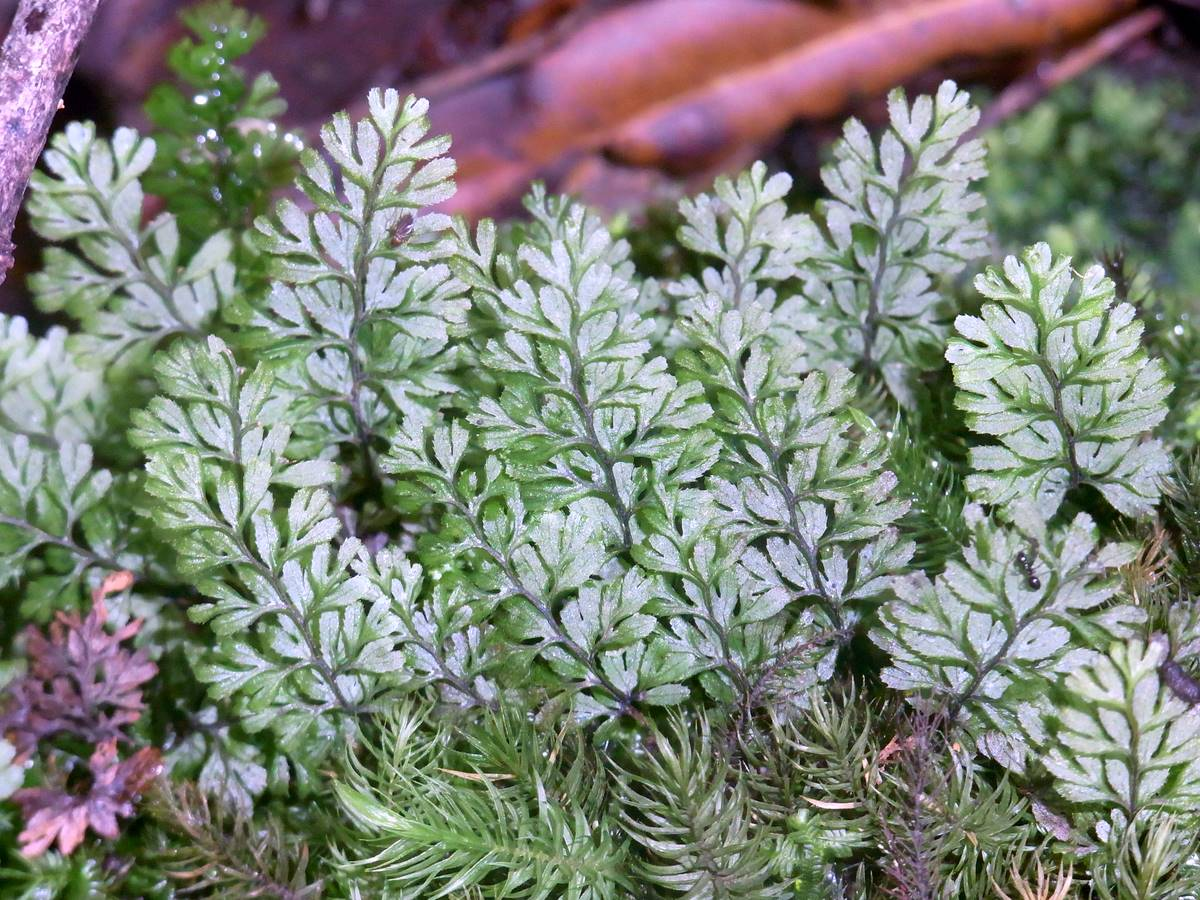
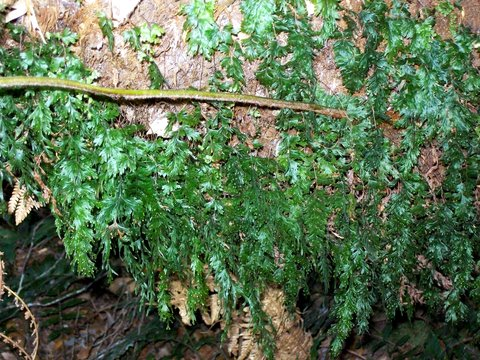
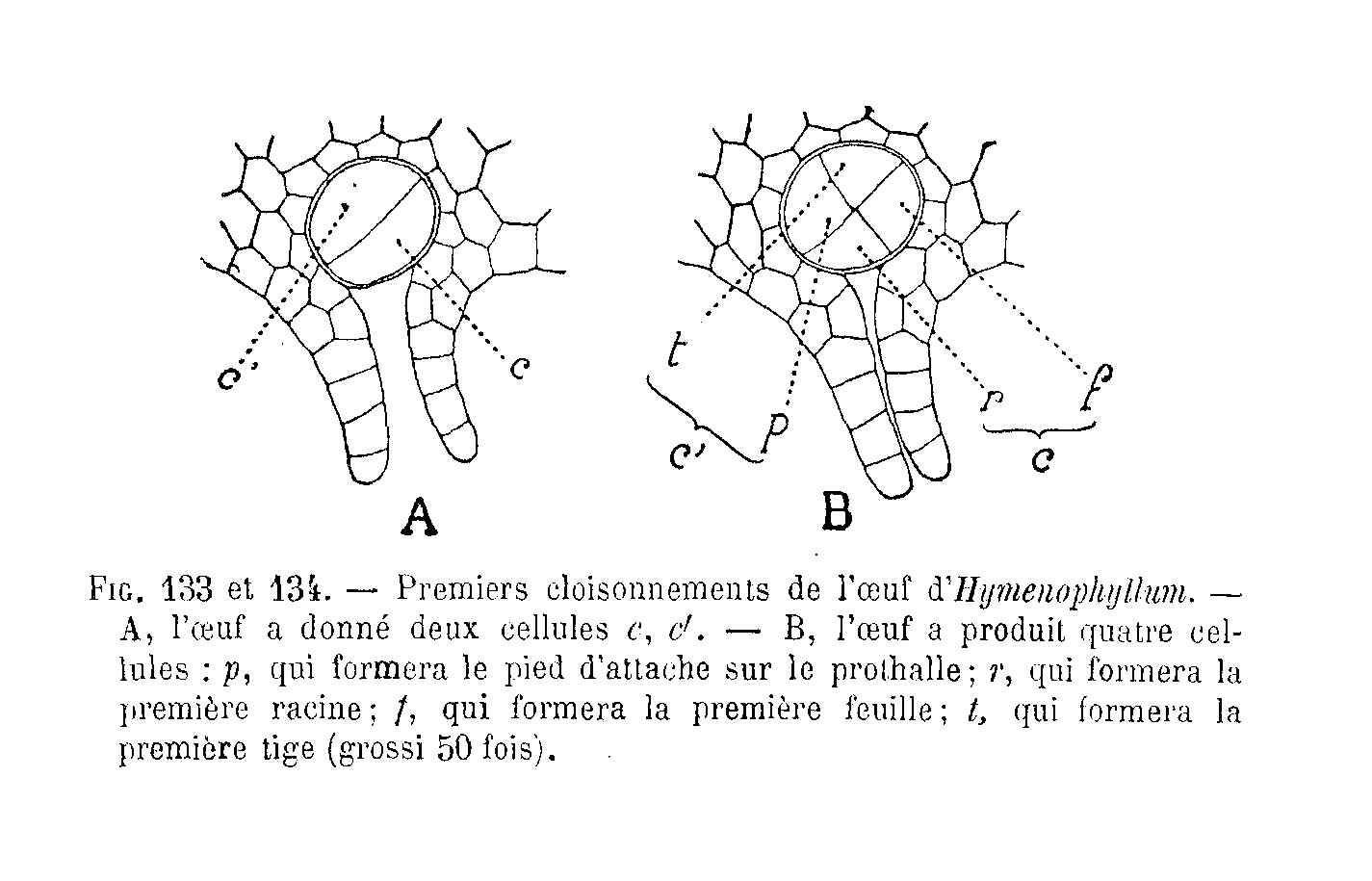

## Dottertaxa tillHymenophyllum, i alfabetisk ordning[1]
- Hymenophyllum abruptum
- Hymenophyllum acanthoides
- Hymenophyllum acutum
- Hymenophyllum adiantoides
- Hymenophyllum affine
- Hymenophyllum album
- Hymenophyllum alishanense
- Hymenophyllum alveolatum
- Hymenophyllum amabile
- Hymenophyllum andinum
- Hymenophyllum angulosum
- Hymenophyllum angustum
- Hymenophyllum antillense
- Hymenophyllum apiculatum
- Hymenophyllum applanatum
- Hymenophyllum apteryx
- Hymenophyllum archboldii
- Hymenophyllum armstrongii
- Hymenophyllum asplenioides
- Hymenophyllum assurgens
- Hymenophyllum atrovirens
- Hymenophyllum australe
- Hymenophyllum axillare
- Hymenophyllum badium
- Hymenophyllum baileyanum
- Hymenophyllum balfourii
- Hymenophyllum bamlerianum
- Hymenophyllum barbatum
- Hymenophyllum bartlettii
- Hymenophyllum batuense
- Hymenophyllum bicolanum
- Hymenophyllum bismarckianum
- Hymenophyllum bivalve
- Hymenophyllum blandum
- Hymenophyllum blumeanum
- Hymenophyllum bontocense
- Hymenophyllum bougainvillense
- Hymenophyllum brachyglossum
- Hymenophyllum brachypus
- Hymenophyllum braithwaitei
- Hymenophyllum brasilianum
- Hymenophyllum breve
- Hymenophyllum brevidens
- Hymenophyllum brevifrons
- Hymenophyllum brevistipes
- Hymenophyllum bryophilum
- Hymenophyllum caespitosum
- Hymenophyllum campanulatum
- Hymenophyllum caparaoense
- Hymenophyllum capense
- Hymenophyllum capillaceum
- Hymenophyllum capillare
- Hymenophyllum capurroi
- Hymenophyllum cardunculus
- Hymenophyllum caudiculatum
- Hymenophyllum cernuum
- Hymenophyllum ciliatum
- Hymenophyllum cincinnatum
- Hymenophyllum compactum
- Hymenophyllum consanguineum
- Hymenophyllum contiguum
- Hymenophyllum contractile
- Hymenophyllum copelandii
- Hymenophyllum corrugatum
- Hymenophyllum crassipetiolatum
- Hymenophyllum crispum
- Hymenophyllum cristatum
- Hymenophyllum cruentum
- Hymenophyllum cuneatum
- Hymenophyllum cupressiforme
- Hymenophyllum darwinii
- Hymenophyllum delicatulum
- Hymenophyllum deltoideum
- Hymenophyllum demissum
- Hymenophyllum dentatum
- Hymenophyllum denticulatum
- Hymenophyllum dependens
- Hymenophyllum deplanchei
- Hymenophyllum devolii
- Hymenophyllum dicranotrichum
- Hymenophyllum digitatum
- Hymenophyllum dilatatum
- Hymenophyllum dimidiatum
- Hymenophyllum diversilabium
- Hymenophyllum diversilobum
- Hymenophyllum eboracense
- Hymenophyllum ectocarpon
- Hymenophyllum edanoi
- Hymenophyllum elberti
- Hymenophyllum elegans
- Hymenophyllum ellipticosorum
- Hymenophyllum elongatum
- Hymenophyllum emarginatum
- Hymenophyllum epiphyticum
- Hymenophyllum exsertum
- Hymenophyllum falklandicum
- Hymenophyllum farallonense
- Hymenophyllum feejeense
- Hymenophyllum fendlerianum
- Hymenophyllum ferax
- Hymenophyllum ferrugineum
- Hymenophyllum filmenofilicum
- Hymenophyllum fimbriatum
- Hymenophyllum firmum
- Hymenophyllum flabellatum
- Hymenophyllum flexuosum
- Hymenophyllum foersteri
- Hymenophyllum foxworthyi
- Hymenophyllum fragile
- Hymenophyllum francii
- Hymenophyllum fuciforme
- Hymenophyllum fucoides
- Hymenophyllum fuscum
- Hymenophyllum geluense
- Hymenophyllum glaziovii
- Hymenophyllum gorgoneum
- Hymenophyllum gracilescens
- Hymenophyllum gracilius
- Hymenophyllum hallierii
- Hymenophyllum heimii
- Hymenophyllum helicoideum
- Hymenophyllum hemidimorphum
- Hymenophyllum hemipteron
- Hymenophyllum herterianum
- Hymenophyllum herzogii
- Hymenophyllum hieronymi
- Hymenophyllum hirsutum
- Hymenophyllum hirtellum
- Hymenophyllum holochilum
- Hymenophyllum horizontale
- Hymenophyllum hosei
- Hymenophyllum howense
- Hymenophyllum humatoides
- Hymenophyllum humbertii
- Hymenophyllum humboldtianum
- Hymenophyllum hygrometricum
- Hymenophyllum imbricatum
- Hymenophyllum integrivalvatum
- Hymenophyllum interruptum
- Hymenophyllum involucratum
- Hymenophyllum ivohibense
- Hymenophyllum jamesonii
- Hymenophyllum javanicum
- Hymenophyllum johorense
- Hymenophyllum junghuhnii
- Hymenophyllum kaieteurum
- Hymenophyllum karstenianum
- Hymenophyllum kerianum
- Hymenophyllum khasianum
- Hymenophyllum klabatense
- Hymenophyllum krauseanum
- Hymenophyllum kuehnii
- Hymenophyllum lamellatum
- Hymenophyllum laminatum
- Hymenophyllum lanatum
- Hymenophyllum lanceolatum
- Hymenophyllum latifrons
- Hymenophyllum latisorum
- Hymenophyllum laxum
- Hymenophyllum ledermannii
- Hymenophyllum lehmannii
- Hymenophyllum leptocarpum
- Hymenophyllum leratii
- Hymenophyllum levingei
- Hymenophyllum l'herminieri
- Hymenophyllum lindenii
- Hymenophyllum lineare
- Hymenophyllum lobatoalatum
- Hymenophyllum lobbii
- Hymenophyllum longifolium
- Hymenophyllum longissimum
- Hymenophyllum lyallii
- Hymenophyllum macroglossum
- Hymenophyllum macrosorum
- Hymenophyllum macrothecum
- Hymenophyllum maderense
- Hymenophyllum malingii
- Hymenophyllum marginatum
- Hymenophyllum marlothii
- Hymenophyllum matthewsii
- Hymenophyllum maxonii
- Hymenophyllum megistocarpum
- Hymenophyllum melanosorum
- Hymenophyllum microcarpum
- Hymenophyllum microchilum
- Hymenophyllum mikawanum
- Hymenophyllum mildbraedii
- Hymenophyllum minimum
- Hymenophyllum mirificum
- Hymenophyllum mnioides
- Hymenophyllum molle
- Hymenophyllum moorei
- Hymenophyllum mortonianum
- Hymenophyllum mossambicense
- Hymenophyllum multialatum
- Hymenophyllum multifidum
- Hymenophyllum myriocarpum
- Hymenophyllum nahuelhuapiense
- Hymenophyllum nanostellatum
- Hymenophyllum nanum
- Hymenophyllum nephrophyllum
- Hymenophyllum nitiduloides
- Hymenophyllum nitidulum
- Hymenophyllum notabile
- Hymenophyllum novoguineense
- Hymenophyllum nutantifolium
- Hymenophyllum obtusum
- Hymenophyllum odontophyllum
- Hymenophyllum oligosorum
- Hymenophyllum ooides
- Hymenophyllum opacum
- Hymenophyllum ovatum
- Hymenophyllum pachydermicum
- Hymenophyllum pallidum
- Hymenophyllum palmatifidum
- Hymenophyllum paniculiflorum
- Hymenophyllum paniense
- Hymenophyllum pantotactum
- Hymenophyllum paucicarpum
- Hymenophyllum pectinatum
- Hymenophyllum pedicularifolium
- Hymenophyllum peltatum
- Hymenophyllum penangianum
- Hymenophyllum perparvulum
- Hymenophyllum perrieri
- Hymenophyllum piliferum
- Hymenophyllum pilosissimum
- Hymenophyllum pilosum
- Hymenophyllum pleiocarpum
- Hymenophyllum plicatum
- Hymenophyllum plumieri
- Hymenophyllum plumosum
- Hymenophyllum pluviatile
- Hymenophyllum pollemonianum
- Hymenophyllum polyanthos
- Hymenophyllum poolii
- Hymenophyllum praetervisum
- Hymenophyllum prionema
- Hymenophyllum proctoris
- Hymenophyllum productoides
- Hymenophyllum productum
- Hymenophyllum protrusum
- Hymenophyllum pulchellum
- Hymenophyllum pulcherrimum
- Hymenophyllum pumilio
- Hymenophyllum pumilum
- Hymenophyllum pyramidatum
- Hymenophyllum quetrihuense
- Hymenophyllum ramosii
- Hymenophyllum rarum
- Hymenophyllum recurvum
- Hymenophyllum reinwardtii
- Hymenophyllum retusum
- Hymenophyllum revolutum
- Hymenophyllum ridleyi
- Hymenophyllum ringens
- Hymenophyllum riukiuense
- Hymenophyllum rolandi-principis
- Hymenophyllum roraimense
- Hymenophyllum rosenstockii
- Hymenophyllum rubellum
- Hymenophyllum rufescens
- Hymenophyllum rufifolium
- Hymenophyllum rufifrons
- Hymenophyllum rufum
- Hymenophyllum rugosum
- Hymenophyllum ruizianum
- Hymenophyllum saenzianum
- Hymenophyllum salakense
- Hymenophyllum sampaioanum
- Hymenophyllum sanguinolentum
- Hymenophyllum scabrum
- Hymenophyllum scopulorum
- Hymenophyllum secundum
- Hymenophyllum semiglabrum
- Hymenophyllum sericeum
- Hymenophyllum serrulatum
- Hymenophyllum seselifolium
- Hymenophyllum sibthorpioides
- Hymenophyllum sieberi
- Hymenophyllum silvaticum
- Hymenophyllum silveirae
- Hymenophyllum simonsianum
- Hymenophyllum simplex
- Hymenophyllum sodiroi
- Hymenophyllum splendidum
- Hymenophyllum stenocladum
- Hymenophyllum streptophyllum
- Hymenophyllum subdemissum
- Hymenophyllum subdimidiatum
- Hymenophyllum subobtusum
- Hymenophyllum subrigidum
- Hymenophyllum superbum
- Hymenophyllum taeniatum
- Hymenophyllum taiwanense
- Hymenophyllum talamancanum
- Hymenophyllum taliabense
- Hymenophyllum tarapotense
- Hymenophyllum tayloriae
- Hymenophyllum tegularis
- Hymenophyllum tenellum
- Hymenophyllum tenerum
- Hymenophyllum thuidium
- Hymenophyllum todjambuense
- Hymenophyllum tomaiiviense
- Hymenophyllum tomentosum
- Hymenophyllum torricellianum
- Hymenophyllum tortuosum
- Hymenophyllum trapezoidale
- Hymenophyllum treubii
- Hymenophyllum trianae
- Hymenophyllum triangulare
- Hymenophyllum trichomanoides
- Hymenophyllum trichophorum
- Hymenophyllum trichophyllum
- Hymenophyllum trifoliatum
- Hymenophyllum tucuchense
- Hymenophyllum tunbrigense
- Hymenophyllum turquinense
- Hymenophyllum ulei
- Hymenophyllum umbratile
- Hymenophyllum undulatum
- Hymenophyllum urbanii
- Hymenophyllum vacillans
- Hymenophyllum walleri
- Hymenophyllum valvatum
- Hymenophyllum verecundum
- Hymenophyllum veronicoides
- Hymenophyllum whitei
- Hymenophyllum viguieri
- Hymenophyllum villosum
- Hymenophyllum wilsonii
- Hymenophyllum vittatum
- Hymenophyllum wrightii
- Hymenophyllum zamboanganum